# Генін (Польща)
Генін (пол. Henin) — село в Польщі, у гміні Понятова Опольського повіту Люблінського воєводства.